# TTC Langweid

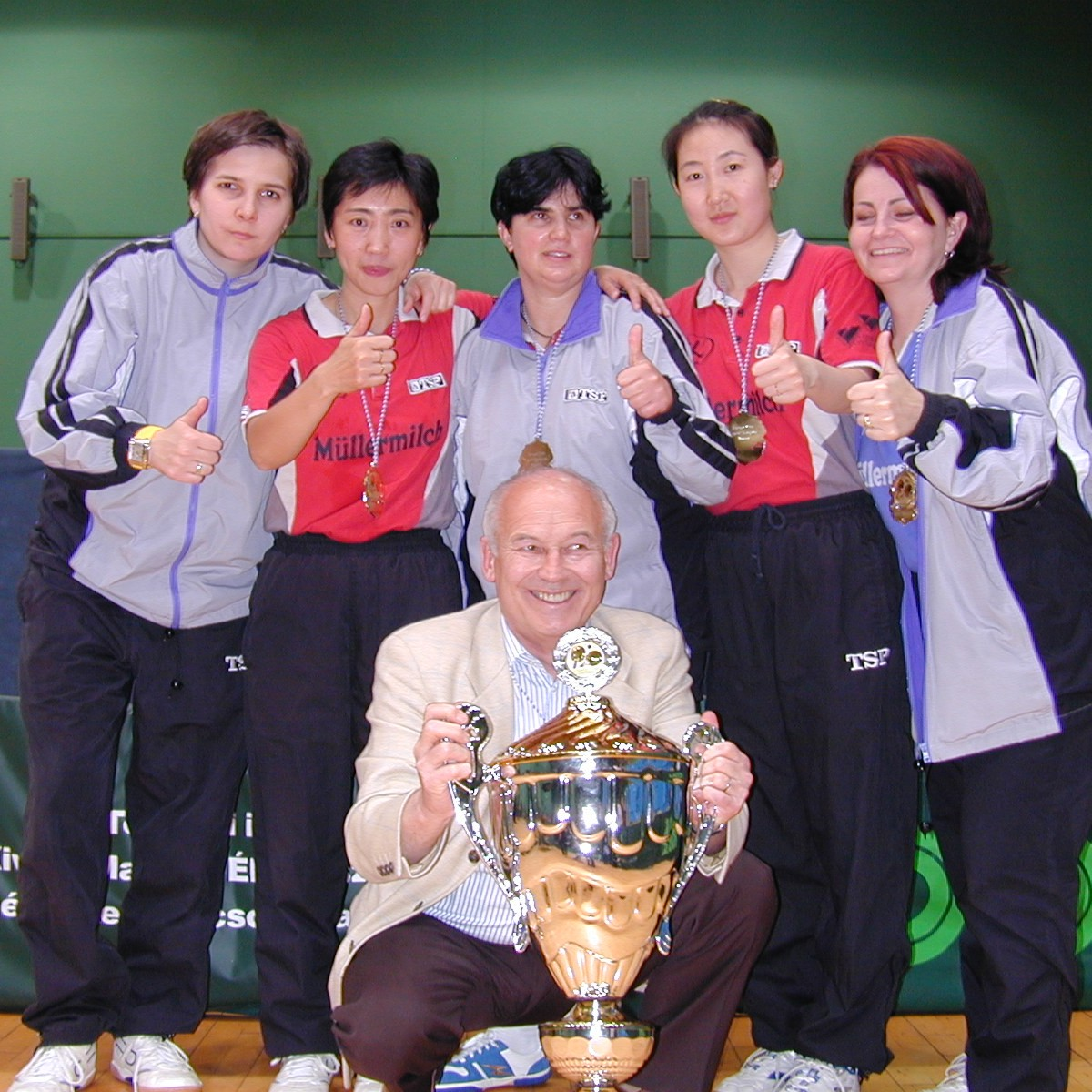
Langweid won de Europa Cup I in 2005

TTC Langweid is een Duitse tafeltennisclub uit Langweid am Lech.
Haar hoogste vrouwenteam speelt sinds 1992 (weer) in de Bundesliga, de hoogste klasse in Duitsland. Het won in de seizoenen 1996/97, 2003/04 en 2004/05 de European Club Cup of Champions (de voorloper van de European Champions League). Het heet sinds het zich in 2002 afscheidde als autonome tafeltennisclub 'TTC' (Tischtennis Club). Daarvoor noemde het zich FC Langweid, al dan niet met inbegrip van sponsornamen.

## Prijzenkast
- Winnaar European Club Cup of Champions: 1997 (als FC Langweid), 2004 en 2005 (beide als Müllermilch Langweid), verliezend finalist in 2000, 2001 en 2002
- Winnaar ETTU Cup: 1995, 1996, 1999 (allen als FC Langweid), verliezend finalist in 2003 (als Müllermilch Langweid)
- Duits landskampioen: 1996, 1999, 2000, 2001, 2003, 2004, 2006 en 2007

## Selectiespelers
Onder meer de volgende spelers speelden minimaal één wedstrijd voor het vertegenwoordigende team van TTC Langweid:
| - Andrea Bakula - Csilla Bátorfi - Cornelia Böttcher - Wang Chen - Christina Fischer - Lisa Lomas - Katrin Meyerhöfer | - Olga Nemes - Yuka Nishii - Sylvia Pranjkovic - Jie Schöpp - Katharina Schneider - Yunli Schreiner - Mihaela Şteff | - Marie Svensson - Krisztina Tóth - Aya Umemura - Lin Xu - Ding Yaping - Qiao Yunping |